# Stigmatophora obraztsovi
Stigmatophora obraztsovi là một loài bướm đêm thuộc phân họ Arctiinae, họ Erebidae.